# باتری‌سازی نور
باتری‌سازی نور، شهرکی مسکونی از توابع بخش مرکزی شهرستان شهریار در استان تهران ایران است.

## جمعیت
این شهرک در دهستان قائم‌آباد قرار دارد و براساس سرشماری مرکز آمار ایران در سال ۱۳۸۵، جمعیت آن ۱٬۹۶۱ نفر (۵۲۶ خانوار) بوده‌است.